# Каховська міська територіальна громада
Каховська міська громада — територіальна громада в Україні, в Каховському районі Херсонської області. Адміністративний центр — місто Каховка.
Площа громади — 195,4 км², населення — 43 803 мешканці (2020).

## Населені пункти
У складі громади 1 місто (Каховка) та 5 сіл:
- Вільна Україна
- Коробки
- Малокаховка
- Роздольне
- Чорноморівка